# International Basketball League 2000-2001
La stagione della International Basketball League 2000-2001 fu la seconda ed ultima edizione della IBL.
Si laurearono nuovamente campioni i St. Louis Swarm, che sconfissero in finale i Grand Rapids Hoops con il risultato di 2-1.
A metà stagione la lega assorbì cinque formazioni provenienti dalla CBA, riarrangiando il calendario per terminare il campionato. I Las Vegas Bandits fallirono a metà stagione.

## Squadre partecipanti
- Cincinnati Stuff
- Connecticut Pride*
- Gary Steelheads**
- Gr. Rapids Hoops*
- L.V. Bandits***
- New Mexico Slam

- Richmond Rhythm
- Rockford Lightning**
- S. Falls Skyforce**
- St. Louis Swarm
- Trenton Sh. Stars

*provenienti dalla CBA
**provenienti dalla CBA (a campionato in corso)
***precedentemente Las Vegas Silver Bandits

## Classifiche
| Squadra                | V  | P  | %    | GB |
| ---------------------- | -- | -- | ---- | -- |
| Grand Rapids Hoops     | 17 | 12 | 58,6 |    |
| Cincinnati Stuff       | 27 | 24 | 52,9 |    |
| Trenton Shooting Stars | 27 | 25 | 51,9 |    |
| Connecticut Pride      | 13 | 13 | 50,0 |    |
| Gary Steelheads        | 7  | 23 | 23,3 |    |
| Richmond Rhythm        | 10 | 41 | 19,6 |    |

| Squadra              | V  | P  | %    | GB |
| -------------------- | -- | -- | ---- | -- |
| St. Louis Swarm      | 43 | 7  | 86,0 |    |
| Las Vegas Bandits    | 20 | 11 | 64,5 |    |
| Rockford Lightning   | 17 | 14 | 54,8 |    |
| Sioux Falls Skyforce | 16 | 14 | 53,3 |    |
| New Mexico Slam      | 17 | 30 | 36,1 |    |

## Play-off
|  | First Round            | First Round            | First Round            |                        |                    | Conference Championship | Conference Championship | Conference Championship |  |  | Championship Series | Championship Series | Championship Series |  |
|  |                        |                        |                        |                        |                    |                         |                         |                         |  |  |                     |                     |                     |  |
|  |                        |                        |                        |                        |                    | Grand Rapids Hoops      | Grand Rapids Hoops      | 2                       |  |  |                     |                     |                     |  |
|  |                        |                        |                        |                        |                    | Grand Rapids Hoops      | Grand Rapids Hoops      | 2                       |  |  |                     |                     |                     |  |
|  |                        |                        | Trenton Shooting Stars | Trenton Shooting Stars | 1                  |                         |                         |                         |  |  |                     |                     |                     |  |
|  | Rockford Lightning     | Rockford Lightning     | Trenton Shooting Stars | Trenton Shooting Stars | 1                  | 1                       |                         |                         |  |  |                     |                     |                     |  |
|  | Rockford Lightning     | Rockford Lightning     |                        |                        |                    |                         |                         |                         |  |  |                     |                     |                     |  |
|  | Sioux Falls Skyforce   | Sioux Falls Skyforce   | 0                      |                        |                    |                         |                         |                         |  |  |                     |                     |                     |  |
|  | Sioux Falls Skyforce   | Sioux Falls Skyforce   | 0                      |                        | Grand Rapids Hoops | Grand Rapids Hoops      | 1                       |                         |  |  |                     |                     |                     |  |
|  |                        |                        |                        |                        |                    |                         |                         |                         |  |  |                     |                     |                     |  |
|  |                        |                        | St. Louis Swarm        | St. Louis Swarm        | 2                  |                         |                         |                         |  |  |                     |                     |                     |  |
|  |                        |                        |                        | St. Louis Swarm        | 2                  |                         |                         |                         |  |  |                     |                     |                     |  |
|  |                        |                        |                        |                        |                    |                         |                         |                         |  |  |                     |                     |                     |  |
|  |                        |                        |                        |                        |                    |                         |                         |                         |  |  |                     |                     |                     |  |
|  |                        | St. Louis Swarm        | St. Louis Swarm        | 2                      |                    |                         |                         |                         |  |  |                     |                     |                     |  |
|  |                        |                        |                        | 2                      |                    |                         |                         |                         |  |  |                     |                     |                     |  |
|  |                        |                        | Rockford Lightning     | Rockford Lightning     | 1                  |                         |                         |                         |  |  |                     |                     |                     |  |
|  | Trenton Shooting Stars | Trenton Shooting Stars | Rockford Lightning     | Rockford Lightning     | 1                  | 1                       |                         |                         |  |  |                     |                     |                     |  |
|  | Trenton Shooting Stars | Trenton Shooting Stars |                        |                        |                    |                         |                         |                         |  |  |                     |                     |                     |  |
|  | Cincinnati Stuff       | Cincinnati Stuff       | 0                      |                        |                    |                         |                         |                         |  |  |                     |                     |                     |  |

## Statistiche
| Categoria             | Giocatore        | Squadra                | Stat |
| --------------------- | ---------------- | ---------------------- | ---- |
| Punti per gara        | Sam Mack         | Grand Rapids Hoops     | 23,1 |
| Rimbalzi per gara     | Antonio Smith    | Grand Rapids Hoops     | 13,9 |
| Assist per gara       | Ryan Lorthridge  | Trenton Shooting Stars | 8,6  |
| Palle rubate per gara | Roderick Blakney | Cincinnati Stuff       | 2,4  |

## Riconoscimenti individuali
- IBL Most Valuable Player:  Danny Johnson, St. Louis Swarm
- IBL Coach of the Year:   Bernie Bickerstaff, St. Louis Swarm
- IBL Rookie of the Year:  Neil Edwards, Gary Steelheads
- IBL Playoff Most Valuable Player:  Maurice Carter, St. Louis Swarm

## Quintetto ideale
| ruolo | giocatore        | squadra                |
| ----- | ---------------- | ---------------------- |
| A     | Ray Tutt         | Trenton Shooting Stars |
| A     | Jeff Sanders     | Rockford Lightning     |
| C     | Antonio Smith    | Grand Rapids Hoops     |
| G     | Danny Johnson    | St. Louis Swarm        |
| G     | Roderick Blakney | Cincinnati Stuff       |